# Canal libre internacional

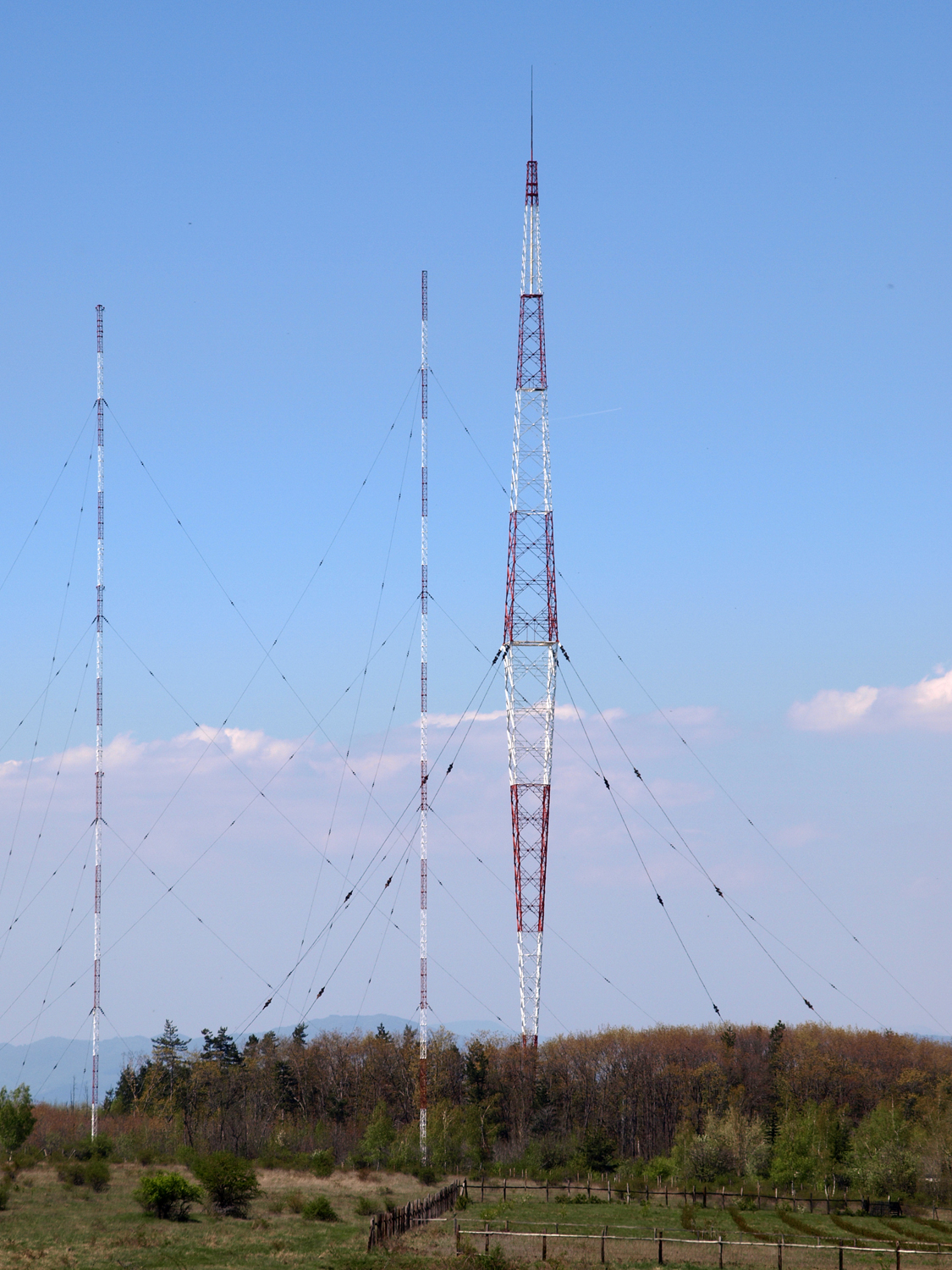
Antenas de transmisión de radio

Canal libre internacional es una frecuencia de radio  de una estación de AM en las Américas que goza de la mayor protección contra la interferencia de otras estaciones de radio del mismo o de otros países, en particular, en lo que respecta a interferencias por propagación de ondas de cielo nocturno. El sistema existe para garantizar la viabilidad del servicio de radio entre países o continentes, y se aplica a través de una serie de tratados y leyes estatutarias. El término «clear-channel» (canal despejado) se usa con mayor frecuencia en América del Norte y el Caribe, en cambio la expresión «canal libre internacional» se utiliza más en América del Sur.
Desde 1941, se ha requerido que estas estaciones mantengan una potencia al aire de al menos 10.000 vatios de potencia para mantener esa calidad. Casi todas estas estaciones en los Estados Unidos, Canadá y las Bahamas transmiten con 50.000 vatios de potencia. En México hay varias estaciones con canal libre internacional que alcanzan los 150.000 vatios de potencia. En el caso de XEW de Ciudad de México hasta 2015 operó con 250.000 vatios (actualmente 100.000 vatios), lo cual hizo por más de 80 años. En Uruguay, CX 12 Radio Oriental de Montevideo, opera con 100.000 vatios de potencia. Cuba originalmente tenía varias estaciones con canal libre internacional, pero la isla dejó de participar de este programa de protección, tras la Revolución Cubana de 1959. 

## Historia
En Estados Unidos, una forma de canal libre internacional apareció por primera vez en 1922, cuando el Departamento de Comercio trasladó a 52 estaciones a otras nuevas frecuencias específicas. Se utilizó inicialmente un modelo, por el cual algunas estaciones de la costa este se consideraron lo suficientemente separadas como para que se evitara la interferencia con las estaciones de la costa oeste que operaban en la misma frecuencia. 
Llamadas también «súper estaciones», actualmente decenas de estaciones en América del Norte, es decir, México, Canadá y Estados Unidos, ocupan frecuencias exclusivas de onda media de canal libre internacional, a través de las cuales estas emisoras transmiten con máxima potencia y alcance. La FCC garantiza que estas estaciones de canal libre internacional en EE. UU. emitan protegidas contra interferencias de otras estaciones, en un radio igual o superior a los 1200 kilómetros.